# El libro rojo del cole
El libro rojo del cole fue una monografía originalmente publicada en Dinamarca en 1969 por los escritores Søren Hansen y Jesper Jensen, donde se alentaba a los jóvenes a cuestionar las normas sociales y explicaba como protestar contra ellas, además de tratar otros temas considerados tabú, como la sexualidad o el consumo de drogas. 
Rodeado de polémica, el libro fue traducido a numerosos idiomas. Fue traducido al español en México a partir de su versión estadounidense y publicado por la editorial Extemporaneos bajo el título El pequeño libro rojo de la escuela. También fue publicado en España clandestinamente durante la Transición por la editorial Nuestra Cultura, con edición literaria de Lluís Cabrera, dentro de la colección «Mano y cerebro». Previamente fue editada en Cataluña por Ediciones Utopía, pero esta fue secuestrada, censurada, multada y prohibida. El diario Egin también sufrió el secuestro de su edición del 26 de abril de 1980 por incluir en sus páginas centrales el primer capítulo del libro.

## Contenido
Desde un enfoque marxista, en el libro se criticaba el sistema educativo vigente ofreciendo soluciones para los alumnos que tenían que sufrirlo. De este modo se daban indicaciones de cómo quejarse de un profesor o de cómo organizar una protesta. También se informaba a los adolescentes sobre los riesgos del consumo de drogas, dejando como una simple opción personal el tomarlas. Por último se abordaban sin tapujos temas como la sexualidad juvenil. En su tiempo fue un libro muy polémico, de hecho según la contraportada de la versión mexicana «su editor en Francia fue multado y encarcelado, multado en Londres y secuestrado [el libro] en Italia». En España fue objeto de críticas de asociaciones y medios conservadores; el periódico ABC llegó a pedir en una editorial la intervención judicial del libro, que calificaba de «texto subversivo», y también el entonces ministro de cultura, Ricardo de la Cierva, diría de él que era «absolutamente intolerable y atentatorio contra las más elementales normas de la convivencia cívica».

## Citas
- Si estáis hartos de contemplar la nuca y la espalda de vuestros compañeros, cambiad la disposición de las mesas. Si creéis que la clase tiene un aspecto triste y melancólico, arregladla a vuestro gusto para hacerla habitable.
- ¿Quién evalúa a los evaluadores?

## Datos de publicación en España
- ISBN 84-7465-018-6
- Lugar y fecha de publicación: Madrid: Nuestra Cultura, D.L., 1979
- Colección Mano y cerebro. Pedagogía; 10.
- Ilustraciones: Romeu.[4] (Ilustración de portada)